# Orkaanseizoen van de Grote Oceaan 2018
Het Orkaanseizoen van de Grote Oceaan 2018 begint op 15 mei 2018 en zal eindigen op 30 november 2018. Dit orkaanseizoen betreft twee verschillende gebieden en daarmee eigenlijk twee verschillende seizoenen. Oostelijk van de 140e graad westerlengte begint het seizoen op 15 mei, in het gebied westelijk ervan tot aan de datumgrens begint het seizoen op 1 juni. Voor beide gebieden eindigt het seizoen op 30 november. Tropische depressies, die zich ten oosten van de 140e graad westerlengte vormen, krijgen het achtervoegsel "-E" (East) achter hun nummer. Tropische depressies, die zich tussen de 140e graad westerlengte en de datumgrens vormen, krijgen het achtervoegsel "-C" (Central). Als een tropische storm een naam krijgt uit het centrale gebied, staat achter de naam in het kopje '(C)' vermeld.
Vanaf 2017 heeft het National Hurricane Center de mogelijkheid om waarschuwingen uit te vaardigen en daarom kunnen waarschuwingen worden afgegeven met betrekking tot storingen die nog geen tropische cyclonen zijn, maar grote kans hebben er één te worden. Deze systemen kunnen binnen 48 uur een tropische storm of orkaan boven land brengen. Deze systemen zijn geclassificeerd als "Tropical Potential Cyclone".